# Eugenia von der Leyen
Eugenia von der Leyen und Hohengeroldseck también llamada Princesa Eugenia (Múnich, 15 de mayo de 1867 - 9 de enero de 1929) fue una aristócrata de la dinastía Von der Leyen y mística alemana que afirmó haber contactactado con las almas del Purgatorio entre 1921 y 1929, experiencia que escribió en un diario llamado Mis conversaciones con las almas del purgatorio.

## Biografía
Eugenia von der Leyen und Hohengeroldseck nació en Múnich el 15 de mayo de 1867 Hija de una antigua y noble familia alemana,  fue la hija del tercer Príncipe von der Leyen Filippo II Francisco Ervino, nacido el 14 de junio de 1819 en Waal, muerto en la misma ciudad el 24 de julio de 1882. La madre de Eugenia se llamaba Adelaida von Thurn y Taxis (fallecida en 1888); ella desciende, por tanto, por vía materna, de la célebre familia real alemana Thurn y Taxis, que durante siglos tuvo el monopolio de la administración de la oficina de correos en Alemania. El  hermano  de  Eugenia  se  llamaba  Ervino  II  Teodoro,  cuarto  Príncipe  von  der  Leyen, murió en 1938 a los 75 años. Su esposa, cuñada de Eugenia, fue María Carlota von Salm-Reifferscheidt-Dijk (fallecida en 1944). Le sigue el sobrino de Eugenia, Ervino III Ottono Filippo, quien se había casado en Roma con Doña Nives Ruffo della Scaletta, de la estirpe de los Borghese.  Esta última, a diferencia de la mentalidad liberal de la familia, tuvo una gran fe en el carisma de Eugenia, y fue ella quien entregó el original del Diario de Eugenia a Pío XII. La influencia de la familia Borghese fue bien decisiva para la misión de Eugenia. En cierto sentido, los Borghese  fueron  los  Protectores  de Eugenia. La Princesa  Ludovica Borghese    (1859-1928) a través de su hija y su nieto tuvo una muy gran influencia en la misión de Eugenia. Su hija, María Nives, que se casó con un miembro del Castillo de Waal, protegía a Eugenia de un modo extraordinario, pues estaba convencida de su carisma.
Eugenia quiso entrar en un convento, pero no fue aceptada debido a su bajo estado de salud. Intentó en otros pero no pudo.

## Director espiritual
Según su Director Espiritual, el Padre Sebastián Wieser, Eugenia tuvo una gracia especial, un permiso de la Divina Providencia, desde 1921 hasta 1929, el cual le permitía contactar con las almas del Purgatorio. Tal y como este dejó escrito:

Conocí a la vidente los últimos 12 años de su vida y estuve al tanto día a día de sus experiencias y encuentros con las apariciones. La vidente llevó una vida santa .Su caridad no conocía límites, lista para ayudar en cualquier momento y pronta a cualquier sacrificio. Todos los que la conocieron le tuvieron un gran respeto y veneración. Querida de Dios y de los hombres. En opinión de especialistas, su diario es comparable con otras obras del mismo género, lo que es mejor. Yo declaro bajo juramento haber exhortado a la Princesa a anotar de manera clara y precisa los hechos reales vividos y al mismo tiempo, de nunca haberle sugerido de ninguna manera mi propia visión personal de las cosas. Me declaro garante, en todas las formas de la credibilidad de que es digno el Diario y ruego al lector conservar de la Princesa, quien ahora también descansa en la otra vida y desde luego en la visión bendita de Dios, un agradecido y venerado recuerdo.
Padre Sebastián Wieser.

Después de la nueva división del dominio territorial por el Congreso de Viena, el Príncipe von der Leyen  adquirió los dos dominios Waal y Unterdießen. En 1924 el Castillo de Unterdießen fue reconstruido y el 26 de junio de 1925 el Príncipe heredero se fue a vivir en él, y con él también Eugenia, quien permaneció allí hasta su muerte, ocurrida el 9 de enero de 1929.

## Dificultad para llevar una doble vida
Eugenia von der Leyen debió llevar una doble vida, algo duro para su espíritu  a lo largo de su Diario. Sólo el pequeño Príncipe heredero Wolfran y los animales (gallinas, perros y gatos) de la casa vieron las apariciones, nadie más. Ella no hablaba con nadie, más que con su Director espiritual, cosa que para ella no fue fácil. Eugenia afirmaba que la "invasión" de lo sobrenatural, por un especial permiso de Dios, se puede comparar con una transmisión de televisión que permite ver un país desconocido. Lo que nosotros experimentamos en nuestra vida terrena queda siempre, más o menos, en un plano superficial. El contacto con el Más Allá es algo mucho más complejo; ahí interviene Dios directamente, o de lo contrario el hombre no sería capaz de soportar algo semejante.

## Libros
- Mis conversaciones con las almas del purgatorio